# Mimicogryllus hymenopteroides
Mimicogryllus hymenopteroides är en insektsart som beskrevs av Andrej Vasiljevitj Gorochov 1994. Mimicogryllus hymenopteroides ingår i släktet Mimicogryllus och familjen syrsor. Inga underarter finns listade i Catalogue of Life.